# Cabra del Caucas occidental
La cabra del Caucas occidental (Capra caucasica) és un caprí que viu a les muntanyes i només es troba a la meitat occidental de la serralada del Caucas. També es coneix amb els noms de "zebuder", "zac" i "ibex caucàsic".

## Descripció
Les cabres del Caucas occidental fan fins a 1 m d'alçada a l'espatlla i pesen uns 65 kg. Tenen un cos gran però estret i potes curtes. Les cabres del Caucas occidental tenen un pelatge castany amb una regió ventral groga i potes més fosques. Tenen banyes en forma de simitarra i amb moltes crestes. En els mascles, les banyes fan uns 70 cm, però en les femelles són molt més curtes.

## Habitat i predadors
Les cabres del Caucàs occidental viuen en terrenys muntanyosos accidentats entre 800 i 4.000 m sobre el nivell del mar, on mengen principalment herbes i fulles.
Són presa de llops esteparis i linxs; Els lleopards perses i els ossos bruns del Caucas també poden ser possibles depredadors.